# جورجيا كرايغ
جورجيا كرايغ هي ممثلة كندية، ولدت في 20 مارس 1979 في فانكوفر في كندا.

## وصلات خارجية
- جورجيا كرايغ على موقع IMDb (الإنجليزية)
- جورجيا كرايغ على موقع قاعدة بيانات الفيلم (الإنجليزية)